# Lektionar 46
Lektionar 46 (Nummerierung nach Gregory-Aland, ehemals Codex Vindobonensis 2) ist ein Evangelistar in griechischer Sprache, das paläographisch auf das 9. Jahrhundert datiert wird.
Es enthält 19 Perikopenlesungen der Evangelien des Neuen Testaments zu den Festen und Anlässen:
- Ostern
- Osteroktav
- Sonntag nach Ostern
- Christi Himmelfahrt
- Verklärung des Herrn
- Geburt der Gottesmutter
- Kreuzerhöhung
- Vorabend der Geburt des Herrn
- Geburt des Herrn
- Beschneidung des Herrn (und Gedächtnis des hl. Basilios)
- Epiphanie
- Darstellung des Herrn
- Sonntag vor der Fastenzeit
- Fastenzeit
- Verkündigung des Herrn
- Palmsonntag
- Karwoche
- Karsamstag
- Von den Weihen und den Aposteln
- An Festen
- Für Kranke
- Zur Buße[1]

Es umfasst 182 purpurgefärbte Pergamentblätter im Format 16,2 × 14,5 cm. Der Text ist einspaltig in 9 Zeilen mit 7 bis 11 großen Unzialen mit goldener und silberner Tinte geschrieben.
Die Handschrift befand sich bis ins frühe 18. Jahrhundert im Augustinerkonvent San Giovanni a Carbonara in Neapel. Zwischen 1714 und 1733 wurde sie an Karl VI., damals König von Neapel gegeben. Die Handschrift befand sich lange Zeit in Wien (Signatur kais. suppl. gr. 12), heute liegt sie in der Biblioteca Nazionale in Neapel unter der Signatur Cod. Neapol. ex Vindob. 2.